# Ангон
Ангон је била врста копља који се користили Франци, Германи и Англосаксонци у раном средњем веку. Био је сличан, а најверованије је и потекао од пилума који је користила Римска војска а имао је дугу дршку од метала на који је са једне стране била дуга дрвена дршка а на другој страни бодљикаву главу.

## Опис
Докази показују да је дужина англосаксонског копља била лимитирана од 1,6 до 2,8 метара, при чему су примерци пронађени у Данској били дугачки од 2,3 до 3 метра. Иако су краћа и лакша копља са малим врхом генерално била прихватљивија за копљанике, изузетак је био врх пронађен у Абингдону који је био 52,5 cm. Бодљикави врхови су тако били дизајнирани да се забоду у противников штит или тело тако да не могу да се извуку, а дуга метална дршка је онемогућавала њено ломљење.